# 安東·朗斯
安東·朗斯（瑞典語：Anton Lans；1991年4月17日—）是一位瑞典足球運動員。在場上的位置是後衛。他現在效力於瑞典足球超級聯賽球隊艾夫斯堡體育會。他也代表瑞典國家足球隊參賽。